# George Grätzer
George A. Grätzer (en hongrois György Grätzer, né le 2 août 1936 à Budapest) est un mathématicien canadien d'origine hongroise.

## Carrière
Grätzer étudie à l'Université Loránd Eötvös avec un diplôme en 1959 et travaille ensuite à l'Institut de mathématiques de l'Académie hongroise des sciences ; il obtient un doctorat en 1960 sous la direction de László Fuchs (de) (titre de la thèse : Standard Ideals). En 1963 il émigre et devient professeur à l'Pennsylvania State University. Depuis 1966 il est professeur (distinguished professor) à l'Université du Manitoba.

## Travaux
Grätzer démontre en 1963 avec E. Tamás Schmidt (de) un théorème qui porte leurs noms en théorie des treillis,. Ce théorème dit que tout treillis algébrique est isomorphe au treillis des congruences d'une algèbre. Les deux auteurs publient quelque 65 articles en commun. Grätzer est auteur et coauteur de plus de 260 articles ; il
a aussi écrit des livres sur l'algèbre universelle et la théorie des treillis, et également des livres sur  LaTeX.
En 1970 il fonde le périodique Algebra Universalis, dont il était l'éditeur en chef pendant une longue période.

## Prix et distinctions
- 1967 : Grünwald Memorial Prize
- 1971 : Prix Steacie du Conseil national de recherches Canada[4]
- 1973 : Fellow de la Société royale du Canada
- 1978 : Prix Jeffery-Williams
- 1987 : Prix Zubek
- 1997 : Membre étranger de l'Académie hongroise des sciences
- 2003 : Médaille Béla Szőkefalvi-Nagy
- 2005 : Docteur honoris causa de l'Université de La Trobe à Melbourne

Grätzer est marié et a deux fils ; son fils  David Gratzer (en) est un médecin expert en santé.

## Livres (sélection)
- Universal Algebra, Van Nostrand, 1968, 2e édition Springer 1979
- Lattice Theory, Freeman, 1971, réimpression Dover 2008
- avec T. Grätzer, FAST BASIC: Beyond TRS-80 BASIC, Wiley, 1982
- General Lattice Theory, Academic Press, 1978, 2e édition Birkhäuser 2003
- The Congruences of a Finite Lattice, A Proof-by-Picture Approach, Birkhäuser, 2006
- Lattice Theory: Foundation, Birkhäuser, 2010
- avec Friedrich Wehrung, Lattice Theory: Special Topics and Applications, Birkhäuser, 2016
- The new standard LaTeX, Personal TeX Inc., 1995
- First Steps in LaTeX, Birkhäuser, 1999
- Math into LaTeX, Birkhäuser, 1993 3e édition 2000
- PCTeX: Quick Start, Personal TeX Inc., 2000 2e édition 2003.
- More Math into LaTeX, Springer, 5e édition Springer 2016